# Le Touquet
Pour les articles homonymes, voir Touquet (homonymie).
Le Touquet est un hameau de Warneton, une section de la commune belge de Comines-Warneton. Le hameau est situé à plus de quatre kilomètres au sud-ouest du centre de Warneton et à seulement un demi-kilomètre du centre de Frelinghien en France. La Lys forme la frontière nationale. A un kilomètre au nord du Touquet se trouvent les hameaux de Gheer et de Pont-Rouge et à quelques kilomètres à l'ouest se trouvent Ploegsteert, puis le hameau du Bizet.

## Histoire
Le nom Touquet signifie « le petit coin », « le petit bout de terre ». Sur la carte Ferraris des années 1770, le lieu est déjà indiqué comme le hameau du Touquet. Dans les dernières décennies du XIXe siècle, une ligne de chemin de fer est ouverte de Comines à Armentières en France. Elle longe le Touquet (ligne 67) et y avait un arrêt. La ligne est fermée au milieu du XXe siècle.
Durant la Première Guerre mondiale, le Touquet était proche de la ligne de front.
Lors de la fixation de la frontière linguistique en 1962, le Touquet a été transféré avec Warneton de la Flandre occidentale à la province wallonne du Hainaut.

## A voir
- Le cimetière du passage à niveau du Touquet, un petit cimetière militaire britannique de soldats morts pendant la Première Guerre mondiale.

## Trafic et transports
- À l'ouest du Touquet, la route express N58 relie Comines et Warneton à la France.
- A la fin du XIXe siècle et dans la première moitié du XXe siècle, la ligne de chemin de fer 67 longeait Le Touquet et y faisait escale.